# Endocannabinoid-Wiederaufnahmehemmer
Endocannabinoid-Wiederaufnahmehemmer (eCBRIs von englisch endocannabinoid reuptake inhibitors) ist die Bezeichnung für Substanzen, die seit ca. 2000 gesucht wurden, um erwünschte Effekte von körpereigenen Cannabinoiden – etwa bei der Schmerztherapie – zu verstärken.
Vorbild hierfür waren die Erfolge bei klassischen Neurotransmittern, wie etwa beim Einsatz von Serotonin-Wiederaufnahmehemmern. Da sich jedoch die Mechanismen von klassischen Neurotransmittern und Endocannabinoiden in vielfacher Hinsicht fundamental unterscheiden, erwies sich die Suche nach möglichen Endocannabinoid-Wiederaufnahmehemmern als äußerst komplex.
Zwar wurden bald Substanzen gefunden, die verstärkende Effekte hatten, es blieb jedoch umstritten, ob es überhaupt ein Transportsystem für Endocannabinoide gibt, das eventuell durch die Substanzen gehemmt wird. Endocannabinoide benötigen – im Gegensatz zu klassischen Neurotransmittern – keine Transporter in der Zellmembran einer Nervenzelle. Es wurde jedoch vermutet, dass es in der Zelle Transporter geben könnte, die Endocannabinoide von der Innenseite der Zellmembrane ins Zellinnere abtransportierten und dadurch die Aufnahme in die Zelle – zwecks dortigen Abbaus – unterstützten. Die Hemmung eines solchen Transporters, würde die Menge der Endocannabinoide als Signalgeber (an der Synapse) und damit ihre neuroaktive Wirkung erhöhen.
2009 wurde erstmals ein Kandidat für solch einen intrazellulären Transporter gefunden. 2013 stellte sich jedoch heraus, dass es sich dabei nicht um den erwarteten Transporter handelte. Gegenwärtig (Stand Februar 2016) ist völlig offen, ob es ein Transportsystem für Endocannabinoide überhaupt gibt.

## Wirkstoffe
Substanzen, die bei Ratten und Mäusen die Wirkung von Endocannabinoiden partiell verstärkten und zeitweilig als mögliche Endocannabinoid-Wiederaufnahmehemmer angesehen wurden, sind N-Arachidonoylphenolamin (AM404), VDM-11, LY-2183240, URB597, AM1172, O-2093, OMDM-2, UCM-707, Guineensin, WOBE437 und RX-055.